# Industrieunion Donbass
Die Industrieunion Donbass (russisch Индустриальный союз Донбасса, ISD) ist eine ukrainische Industrieholding mit Sitz in Donezk.
ISD gehört zu den größten Unternehmen des Landes. Die von ihr kontrollierten Tochterunternehmen gehören meist der Stahlbranche an. Haupteigentümer der Holding ist Serhij Taruta.
Aufgrund einer Blockade der Bahnstrecke Luhansk–Popasna durch den Russisch-Ukrainischen Krieg musste das Stahlwerk Altschewsk im Februar 2017 den Betrieb einstellen, da seine einzige Verbindung mit dem Rest der Ukraine unterbrochen war.

## Hütten
- Dunaferr, Dunaújváros,  Ungarn
- Huta Stali Częstochowa, Tschenstochau,  Polen
- Altschewski metallurgitscheski kombinat und Altschewski koksochimitscheski sawod, Altschewsk,  Ukraine
- Dneprowski metallurgitscheski kombinat imeni F. E. Dserschinskowo, Kamjanske,  Ukraine

sowie Stahlhandel Duferco,  Schweiz